# Evgenii D'yakonov
 Evgenii Georgievich D'yakonov (2 de julho de 1935 — 11 de agosto de 2006) foi um matemático russo.
D'yakonov foi um aluno de doutorado de Sergei Sobolev. Trabalhou na Universidade Estatal de Moscou. Foi autor de mais de cem artigos e de diversos livros. D'yakonov foi reconhecido por seu trabalho pioneiro nas décadas de 1960 a 1980 sobre precondicionadores eficientes para sistemas lineares e autovalores.

## References
- D'yakonov, E.G. (1996). Optimization in solving elliptic problems. [S.l.]: CRC-Press. 592 páginas. ISBN 978-0849328725
- D'yakonov, E.G. (2004), «On spectral problems in energy spaces on composite manifolds with singular geometry of the blocks: I», DIFFERENTIAL EQUATIONS, 4 (7): 934–946, doi:10.1023/B:DIEQ.0000047024.18841.44